# Frédéric Monneron
Frédéric Monneron, né à Morges le 13 juillet 1813 et mort le 9 novembre 1837 près de Göttingen, était un poète suisse.
Il fit des études de philosophie et de théologie à Lausanne, puis les poursuivit à Munich en 1836 et à Göttingen en 1837 ; c'est là que, vaincu semble-t-il par la mélancolie, il se suicida. Ses poésies ont été publiées par ses amis en 1852, avec une notice d'Eugène Rambert. Sainte-Beuve, notamment, l'a considéré comme un génie, trop tôt disparu. Nul, peut-être, n'a fait de plus beaux vers sur les Alpes.